# Mastixstrauch
Der Mastixstrauch (Pistacia lentiscus), auch Wilde Pistazie und Gewöhnlicher Mastixstrauch genannt, ist eine Pflanzenart aus der Gattung Pistazien (Pistacia) innerhalb der Familie der Sumachgewächse (Anacardiaceae).

## Beschreibung

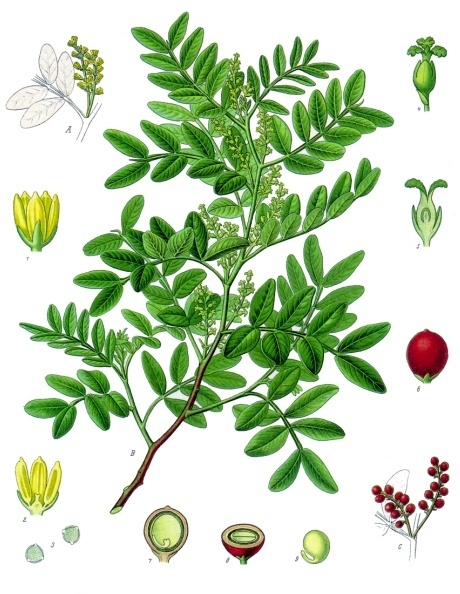
Illustration aus Köhler's Medizinalpflanzen des Mastixstrauch (Pistacia lentiscus)
In natürlicher Größe:
A Zweig mit männlichen Blüten
B Zweig mit weiblichen Blüten
C Fruchtzweig
Vergrößert:
1 Männliche Blüte
2 Männliche Blüte im Längsschnitt
3 Pollen
4 Weibliche Blüte
5 Weibliche Blüte im Längsschnitt
6 Frucht
7 Frucht im Längsschnitt
8 Frucht im Querschnitt
9 Embryo

### Vegetative Merkmale
Der Mastixstrauch wächst als immergrüner Strauch, seltener als kleiner Baum, und erreicht Wuchshöhen von 1 bis 3, selten bis 8 Metern. Der Stammdurchmesser kann bis über 1 Meter erreichen.
Der Mastixstrauch hat wechselständig angeordnete, unpaarig bis meist paarig gefiederte Laubblätter. Diese besitzen bis zu 16 sitzende Fiederblättchen. Die ledrigen, kahlen und ganzrandigen Blättchen sind bei einer Länge von 1,5–4,5 Zentimetern sowie einer Breite von 0,5 bis 1,7 Zentimetern eiförmig bis verkehrt-eiförmig oder elliptisch mit rundspitzigem sowie stachelspitzigem oder eigebuchtetem oberem Ende. Die Blattspindel ist, im Gegensatz zur verwandten Terpentin-Pistazie mit ungeflügelter Blattspindel, kurz geflügelt.

### Generative Merkmale
Der Mastixstrauch ist zweihäusig getrenntgeschlechtig diözisch. Die Blüten stehen jeweils in einem kurzen, rispigen bis traubigen Blütenstand, mit dicker Rhachis, in den Blattachseln. Die kleinen, eingeschlechtigen Blüten besitzen eine einfache Blütenhülle, die Kronblätter fehlen. Sie besitzen ein kleines drei- bis fünfzähliges Perianth. Die kurz gestielten, grünlichen männlichen Blüten, mit einem kleinen Deckblatt, in dichten traubigen Blütenständen, besitzen bis fünf fast sitzende Staubblätter mit auffälligen, großen und dunkelroten Staubbeuteln sowie einen kleinen Pistillode. Die sitzenden bis kurz gestielten weiblichen Blüten, mit teils einem Deckblatt, sind grünlich mit einem oberständigen und einkammerigen Fruchtknoten mit zwei bis vier ausladenden, roten und federigen Narbenästen. Es ist jeweils ein Diskus vorhanden. Die Blütezeit reicht von März bis Juni.
Die etwa 4–5 Millimeter großen und rundlichen, einsamigen Steinfrüchte mit kleinen Narben- und Perianthresten sind anfangs rot, später schwarz.
Die Chromosomenzahl beträgt 2n = 30.

## Vorkommen
Der Mastixstrauch ist im Mittelmeergebiet sowie auf den Kanaren heimisch. Pistacia lentiscus stellt einen typischen Vertreter der Macchienvegetation dar.

## Taxonomie
Die Erstveröffentlichung von Pistacia lentiscus erfolgte 1753 durch Carl von Linné in Species Plantarum, Tomus II, S. 1026.

## Nutzung und Geschichte
Genutzt wird vor allem das getrocknete Harz der Sträucher, der sogenannte Mastix. Die Sträucher besitzen unter der Rinde viele Harzbehälter, aus denen nach dem Anritzen der Harzbalsam ausläuft.
Beblätterte Zweige dienen in der Floristik als grünes Beiwerk in Blumensträußen.
Seit dem Neolithikum wurden Früchte von Pistacia lentiscus gesammelt, man fand verkohlte Reste unter anderem in mittelneolithischen Schichten der spanischen Höhle Cova de Can Sadurní und in den Feuchtbodenablagerungen von La Draga. Vermutlich dienten die Blätter von Pistacia lentiscus als Laubheu oder Einstreu.
In der Höhle Monte Meana auf Sardinien stammen Reste des Mastixstrauches aus mittelbronzezeitlichen Schichten.
In Ägypten wurde Pistazienharz seit der 3. Zwischenzeit bei der Mumifizierung genutzt.
In Motya wurde der Mastixstrauch ausweislich der Holzkohlereste aus einer Abfallgrube (F.1112, Area D) als Feuerholz genutzt.
Im Mittelalter wurden Blätter und Harz vom Mastixstrauch (lateinisch Lentiscus bzw. Mastix genannt) auch für Arzneimittel verwendet.

## Bilder

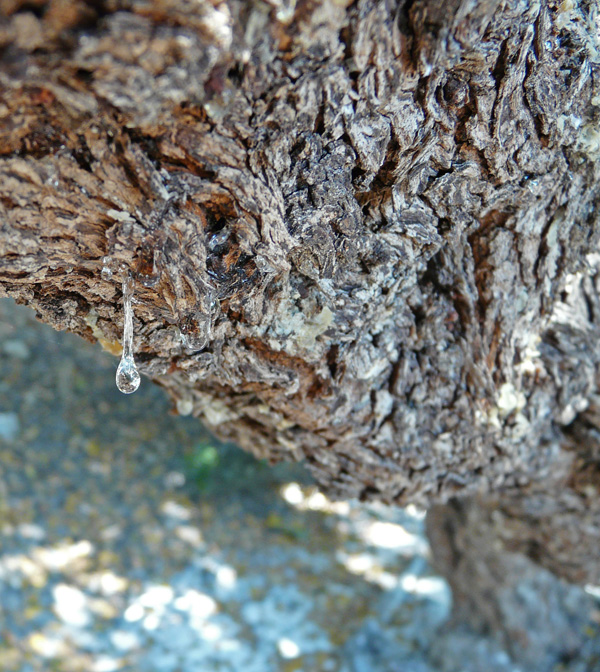
Borke mit auslaufendem Harzbalsam
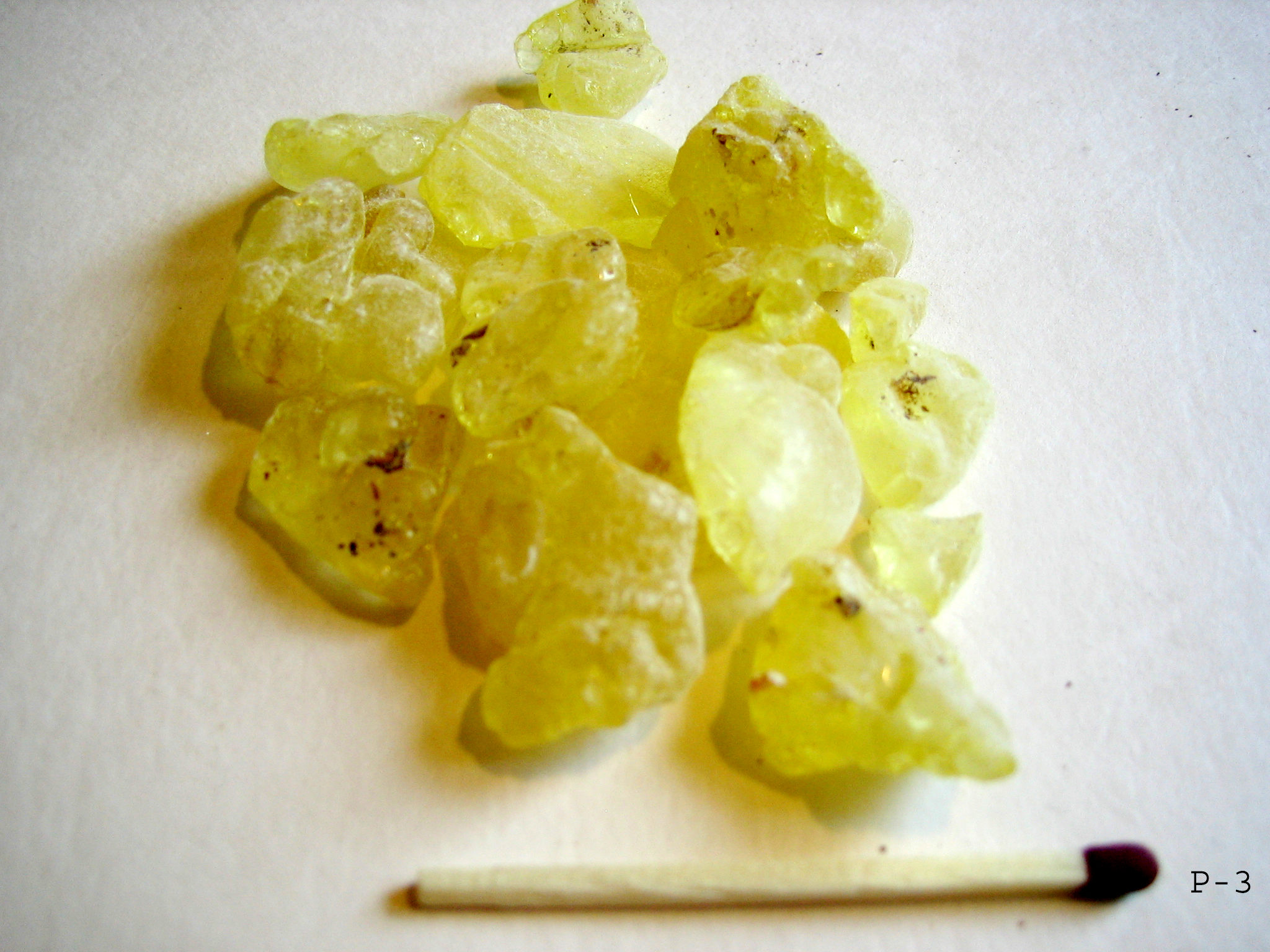
Mastix
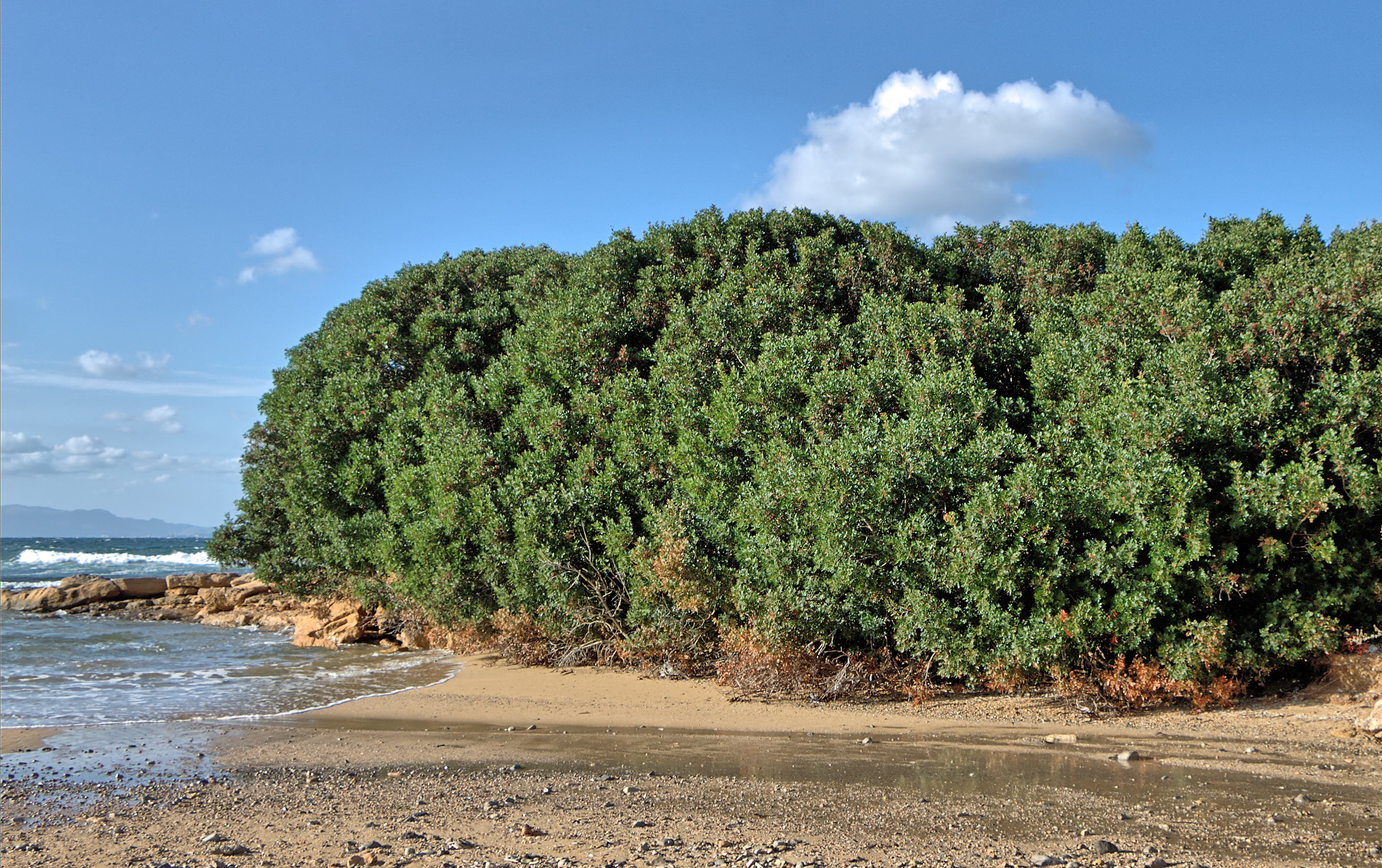
Habitus
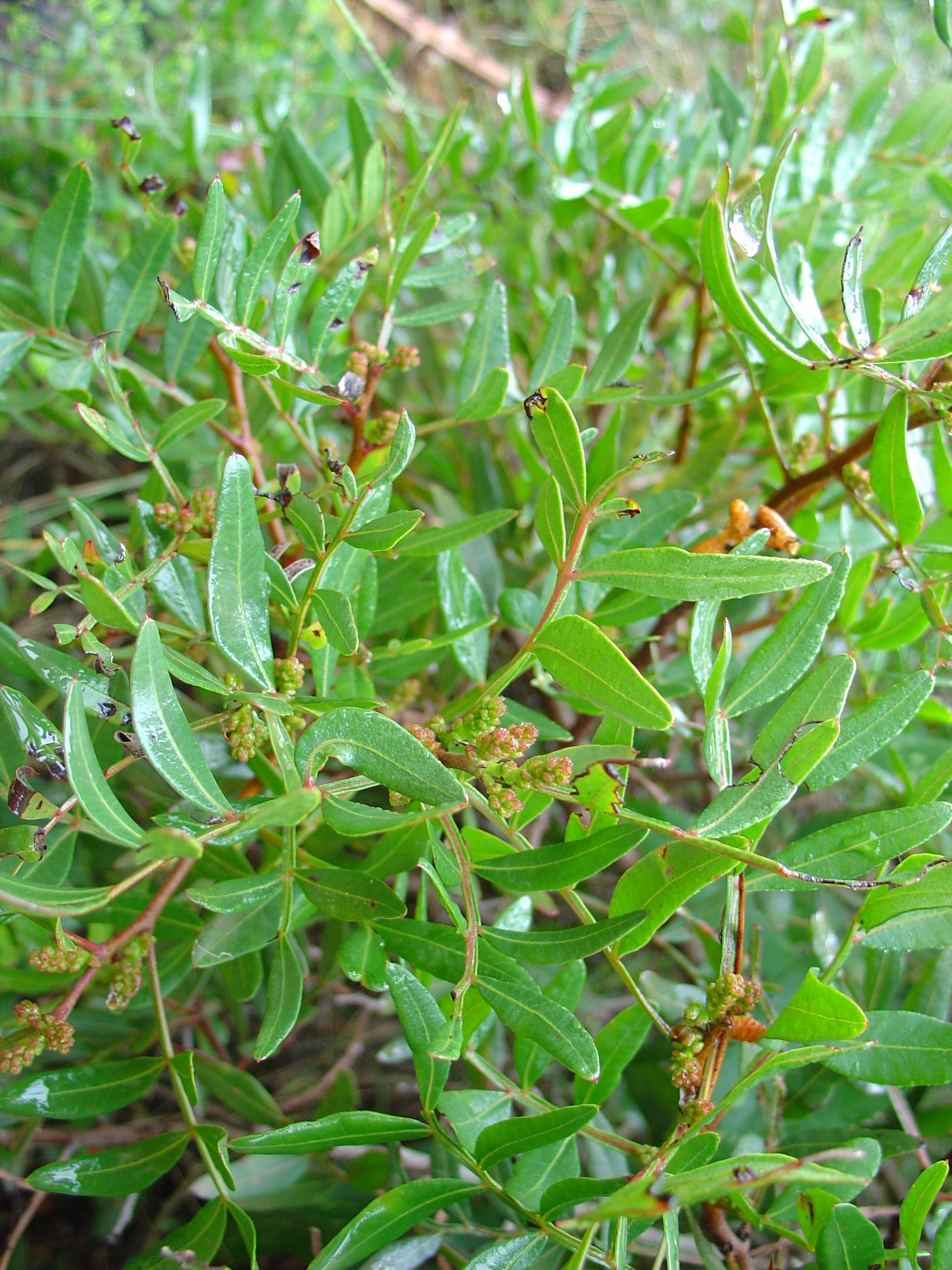
Laubblätter und knospige Blütenstände
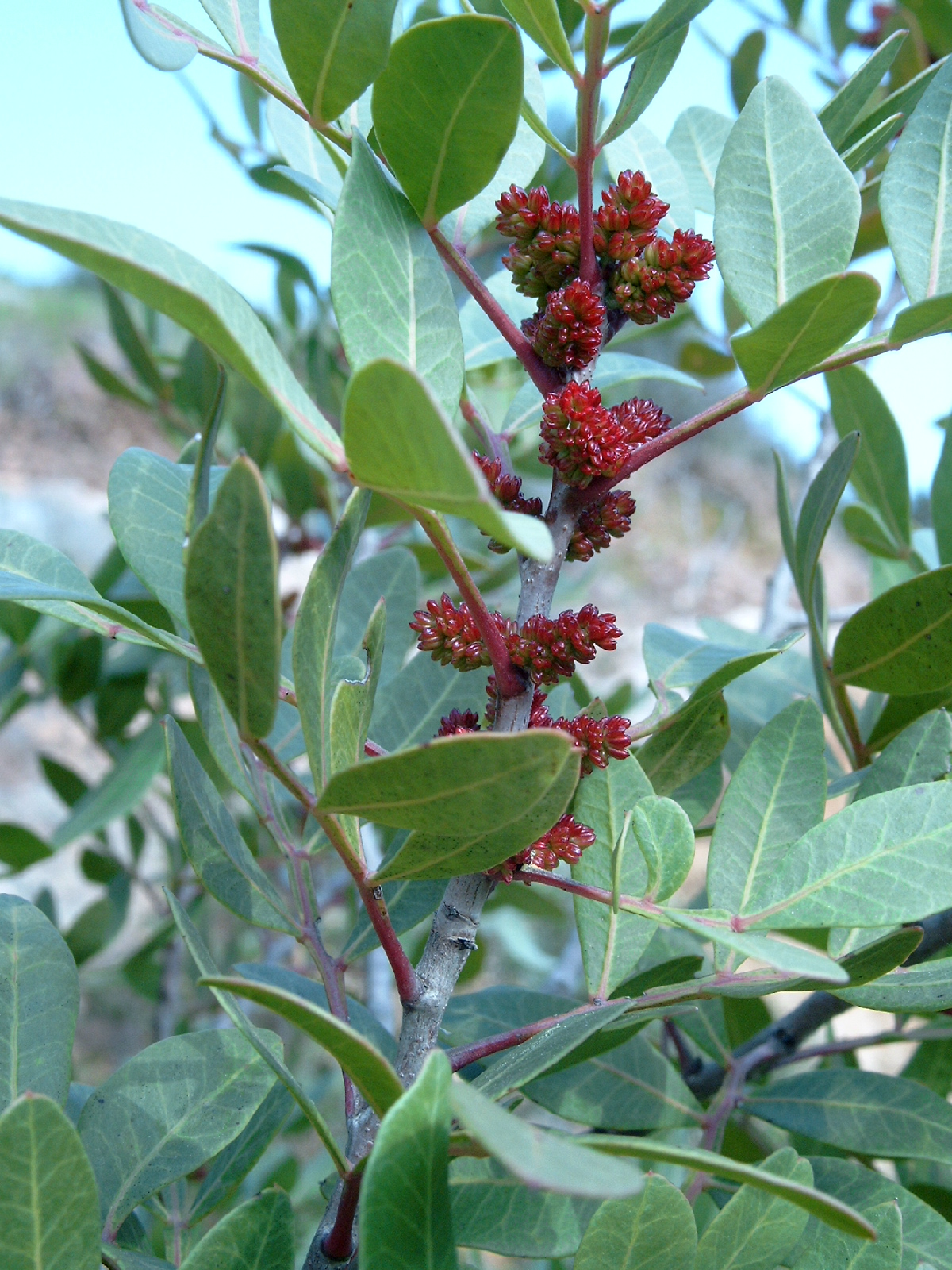
Männliche Blütenstände
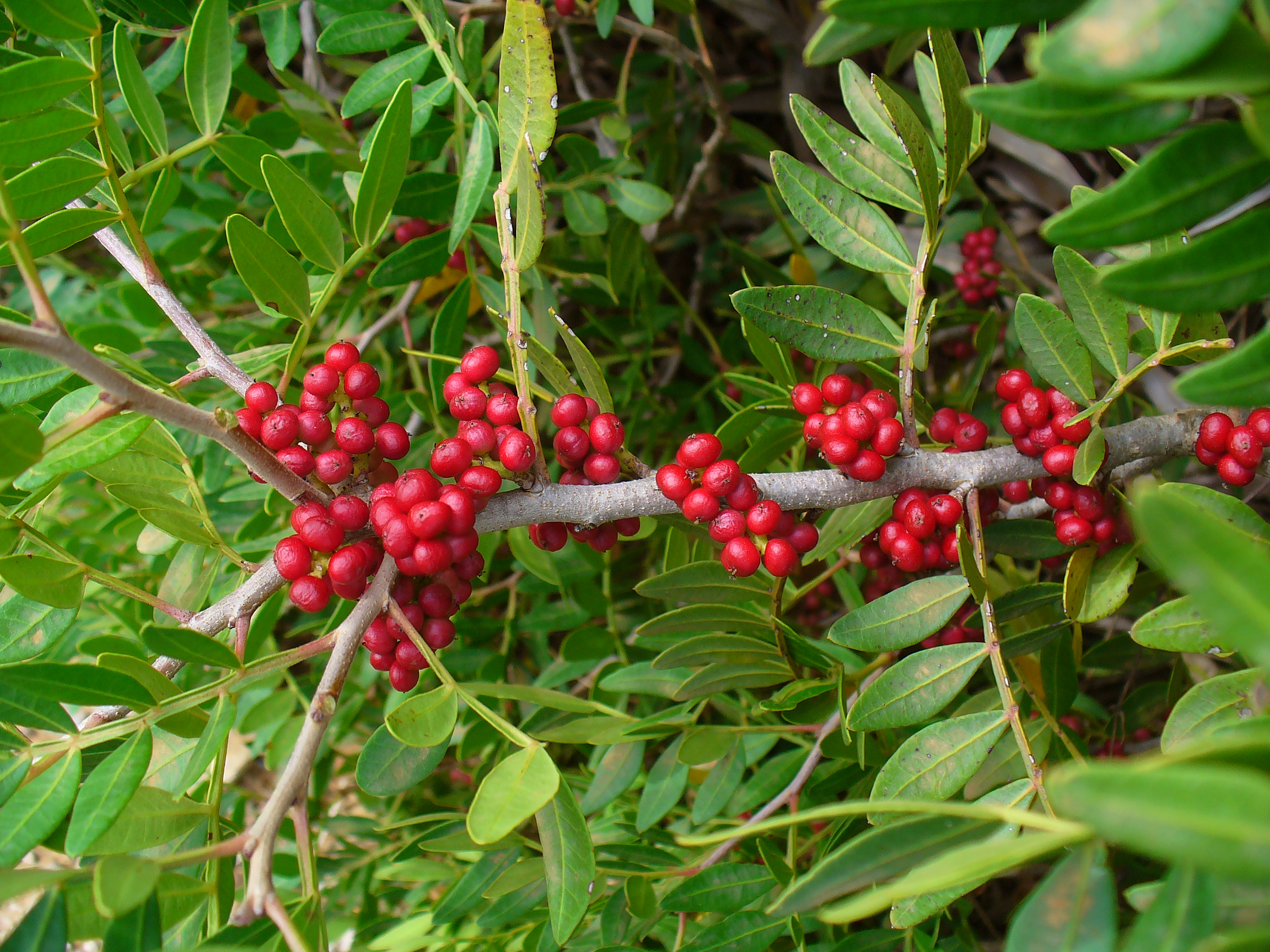
Nicht ganz reife Früchte